# Weston under Penyard
Weston under Penyard er en lille landsby i Herefordshire, England. Indbyggertallet i dets Civil Parish var 1.007 i 2011. Den ligger ved A40 road omkring 3 km øst for Ross-on-Wye. Penyard er en stor banke.
Sognets kirke, St Lawrence, har et højt tårn fra 1300-tallet. Frem til 1750 havde den et spir, indtil det blev ramt af et lyn.
Et wesleyansk kapel blev opført ved Buryhill i begyndelsen af 1800-tallet, men brugen af det ophørte i 1964.
En smule mod øst under nogle marker ligger den tidligere romerske bosættelse Ariconium, som har givet navn til de historiske områder i Herefordshire Ergyng og Archenfield. Navnet Ariconium er romersk-britisk og svarer muligvis til den romerske provins Galatien
Richard Amerike (c. 1445–1503), der var en købmand i Bristol, og som nogle mener har givet navn til Amerika, blev født i Weston under Penyard.
I udkanten af landsbyen ligger Bollitree Castle, som i øjeblikket ejes af Top Gear-værten Richard Hammond. Det består af et hus, der blev bygget omkring 1700 opført på tidligere bygninger, krenelerede mure, tårne og en voldgrav, der blev tilføjet i 1700-tallet. 3 km sydvest herfor ligger de få rester af Penyard Castle, der var en bord fra 1300-tallet, hvor der i 1600-tallet blev opført et hus.

## Jernbane
Weston under Penyard Halt var en tidligere station på Hereford, Ross and Gloucester Railway på stykket mellem Ross-on-Wye og Grange Court og derfra til Gloucester. Den åbnede i 1929 for at konkurrere med lokal vej og lå på Great Western Railway line hvor den forbandt Ross-on-Wye og Gloucester. I dag er der intet tilbage af stationen.